# モンロー (ノースカロライナ州)
モンロー（英: Monroe）は、アメリカ合衆国ノースカロライナ州の都市。ユニオン郡の郡庁所在地である。人口は3万4562人（2020年）。サウスカロライナ州に跨るシャーロット・ガストニア・ロックヒル都市圏に属している。市政はシティー・マネージャー制を採用している。

## 地理
モンロー市は北緯34度59分20秒 西経80度32分59秒 / 北緯34.98889度 西経80.54972度 (34.988760, -80.549792)に位置している。シャーロット・モンロー・エグゼクティブ空港は、モンローの北西8キロメートルにある。
アメリカ合衆国国勢調査局に拠れば、市域全面積は24.9平方マイル (64 km2)であり、このうち陸地24.6平方マイル (64 km2)、水域は0.3平方マイル (0.78 km2)で水域率は1.13%である

## 歴史
1843年、州議会から指名された最初の郡政委員会が郡の中心にある地域を郡庁所在地として選定し、同年、モンローの町が法人化された。第5代アメリカ合衆国大統領ジェームズ・モンローにちなんで名付けられた。タバコを栽培する農業地域の交易中心となった。
20世紀初期以来、ルードヴィヒのドラムとティンパニがモンローで生産されている。ルードヴィヒが水圧式ティンパニを開発し、1916年にはばね式のティンパニを発明して、現在あるバランスアクション・ペダル・ティンパニの基礎になった。
1950年代と1960年代初期には人種差別が激しかっただけに、アフリカ系アメリカ人の公民権運動に関する活動の中心となった。この時代のモンロー市は推計人口が約12,000人であり、新聞報道によると7,500人がクー・クラックス・クランの会員だった。全米黒人地位向上協会の地元の支部長であるロバート・F・ウィリアムズが、1946年に第二次世界大戦の海兵隊任務から復員し、公共施設での人種統合のための運動を始め、先ずは図書館、続いて市営水泳プールで始めた。このプールは1930年代の世界恐慌のときに連邦政府予算で造られていた。
1958年、ウィリアムズはニューヨーク市出身の公民権弁護士コンラッド・リンの助けを得て、9歳と7歳のアフリカ系アメリカ人少年2人の弁護をすることになった。彼らは「キス事件」と呼ばれるもので、同じ世代の白人少女の頬にキスしたことで痴漢だと告発され、少年院に21歳になるまで拘束されるという宣告を受けていた。元ファーストレディのエレノア・ルーズベルトが州知事と話してその拘束を勧めており、この事件は国際的にアメリカ合衆国を当惑させるものになった。その3か月後、州知事は少年達を釈放した。
公民権時代にモンローにおける黒人の少数民族社会に対して白人クー・クラックス・クランの暴力が増えるに従い、ウィリアムズは黒人が武装して抵抗することを提唱するようになった。全米黒人地位向上協会とモンローの黒人社会は1961年のフリーダム・ライダース運動の幾らかについて基礎を提供した。これは州際通商を規定する連邦憲法の規定に従い、州間移動バスを人種統合させようとしたものだった。郡庁舎でフリーダム・ライダースのために行進していたピケ隊を暴徒が攻撃した。同年、ウィリアムズは年長の白人夫婦を誘拐した廉で告発された。人種間の緊張が高まった中で暴発的な事件が起きそうになったときに、ウィリアムズがこの夫婦を自家に匿ったものだった。ウィリアムズとその妻は誘拐罪での告発を避けるために、同年、アメリカ合衆国から逃げ出した。キューバや中華人民共和国で数年間追放生活を過ごした後、1969年にアメリカ合衆国に戻ってきた。1875年に裁判が予定されていたが、ノースカロライナ州は裁判に進まず、直ぐに告発を取り消した。
当時の町の白人社会ではヘルムズ家が著名だった。ジェシー・ヘルムズ・シニアは長年モンローの警察署長と消防署長を務めていた。ジェシー・ヘルムズ・ジュニアは町で生まれ育った。政治家となり、共和党員として、ノースカロライナ州選出アメリカ合衆国上院議員を5期（1973年-2003年）務めた。ロナルド・レーガンがアメリカ合衆国大統領に選ばれるときは、南部の支持を集め、重要な役割を果たした。この時代を通じてヘルムズは共和党の宗教権派の全国的な指導者として著名であり、また議論も生んだ。モンローの近くにあるウィンゲイト町にはジェシー・ヘルムズ・センターがある。
1960年代と1970年代にはスターライト・スピードウェイがあった。1966年5月13日、この半マイル (800 m) ダートコースでは、NASCARのインデペンデント250を開催し、ダレル・ディーリンガーが優勝した。
モンロー市内のアメリカ合衆国国家歴史登録財としては、マルコム・K・リー邸、モンロー市役所、モンロー中心街歴史地区、モンロー住宅街歴史地区、ピードモント・バギー工場、ジョン・C・サイクス邸、ユニオン郡庁舎、アメリカ合衆国郵便局、ワックスホー・ウェディントン道路歴史地区がある。

## 人口動態
以下は2010年国勢調査による人口統計データである。
| 基礎データ - 人口: 32,797 人 - 世帯数: 9,029 世帯 - 家族数: 6,392 家族 - 人口密度: 412.2人/km2（1,067.5 人/mi2） - 住居数: 9,621 軒 - 住居密度: 151.2軒/km2（391.6 軒/mi2） 人種別人口構成 - 白人: 60.12% - アフリカン・アメリカン: 27.78% - ネイティブ・アメリカン: 0.44% - アジア人: 0.65% - 太平洋諸島系: 0.03% - その他の人種: 9.37% - 混血: 1.60% - ヒスパニック・ラテン系: 21.39% 年齢別人口構成 - 18歳未満: 26.9% - 18-24歳: 11.6% - 25-44歳: 32.6% - 45-64歳: 18.0% - 65歳以上: 10.8% - 年齢の中央値: 31歳 - 性比（女性100人あたり男性の人口） - 総人口: 102.5 - 18歳以上: 101.1 | 世帯と家族（対世帯数） - 18歳未満の子供がいる: 33.7% - 結婚・同居している夫婦: 49.0% - 未婚・離婚・死別女性が世帯主: 15.9% - 非家族世帯: 29.2% - 単身世帯: 23.3% - 65歳以上の老人1人暮らし: 8.3% - 平均構成人数 - 世帯: 2.83人 - 家族: 3.27人 収入と家計 - 収入の中央値 - 世帯: 40,457米ドル - 家族: 44,953米ドル - 性別 - 男性: 30,265米ドル - 女性: 22,889米ドル - 人口1人あたり収入: 17,970米ドル - 貧困線以下 - 対人口: 17.2% - 対家族数: 11.7% - 18歳未満: 28.7% - 65歳以上: 12.8% |

## メディア
地元の新聞は「エンクワイア・ジャーナル」であり、毎週水曜日、金曜日、日曜日の3回発行されている。
土地のラジ局は1190kHzのAM局WIXEであり、「マイティ1190」と呼ばれている。

## 著名な出身者
- ジェシー・ヘルムズ 政治家、ノースカロライナ州選出アメリカ合衆国上院議員を5期（1973年-2003年）務めた
- カルロ・カーリー オルガニスト、J・S・バッハのオルガン曲演奏を得意とした。